# 博爾布希
49°10′11″N 26°59′3″E / 49.16972°N 26.98417°E
博爾布希（烏克蘭語：Борбухи）是位於烏克蘭西部的村莊，由赫梅利尼茨基州裡赫梅利尼茨基區的亞爾莫林齊市鎮負責管轄。該村面積0.44平方公里，海拔高度266米，2001年人口113，人口密度每平方公里255.7人。